# جون ويلش
جون جوزيف ويلش (بالإنجليزية: John Joseph Welsh)‏ (10 يناير 1984 بليفربول في إنجلترا - ) هو لاعب كرة قدم إنجليزي في مركز الوسط. شارك مع منتخب إنجلترا تحت 21 سنة لكرة القدم. أما مع النوادي، فقد لعب مع بريستون نورث إيند ونادي بوري ونادي ترانمير روفرز لكرة القدم ونادي ليفربول وهال سيتي ونادي تشستر سيتي ونادي كارلايل يونايتد وستافورد رينجرز.

## وصلات خارجية
- جون ويلش على موقع قاعدة بيانات كرة القدم.إي يو (الإنجليزية)
- جون ويلش على موقع Soccerbase.com (لاعب) (الإنجليزية)
- جون ويلش على موقع Soccerway.com (الإنجليزية)
- جون ويلش على موقع عالم كرة القدم.نت (الإنجليزية)